# Reindeer(s) Are Better Than People
《Reindeer(s) Are Better Than People》(순록이 사람보다 낫지)은 디즈니의 2013년 장편 애니메이션 영화 겨울왕국의 50초 분량의 노래로서, 배우이자 가수 조너선 그로프가 크리스토프의 목소리 역할을 맡았다. 그로프는 2019년 영화 겨울왕국 2에서 더 짧은 버전으로 돌아왔다.

## 국제 버전
영화가 2013년 처음 개봉되었을 때 전 세계적으로 43개 버전이었으며 그 이후 수년 간 3개의 버전이 더 추가되어 공식 버전의 수가 45개로 증가되었다.
정상윤이 부른 한국어 버전은 가온 차트의 다운로드 서브 차트에 등장하였다. 그러나 메인 가온 싱글 차트에 등장하지는 않았다.
오리지널 겨울왕국에서는 사미어, 타밀어 텔루구어 버전이 존재하지 않았으나, 속편 겨울왕국 2의 경우 이들 언어에 대한 더빙이 발매되었다.

## 인증
| 국가                               | 인증 | 판매량/출하량 |
| ---------------------------------- | ---- | ------------- |
| 영국 (BPI)                         | 실버 | 200,000       |
| 미국 (RIAA)                        | 골드 | 500,000       |
| 판매량+스트리밍을 기반으로 한 인증 |      |               |

## 같이 보기
- 겨울왕국 (사운드트랙)
- 겨울왕국 2 (사운드트랙)